# 마리아와 여인숙
"마리아와 여인숙"은 1997년에 개봉한 대한민국의 영화이다.

## 캐스팅
- 심혜진 : 명자 역
- 신현준 : 기욱 역
- 김상중 : 기태 역
- 서지희 : 7세 마리아 역
- 박신영 : 기옥 모 역
- 한상배 : 젊은 선생 역
- 곽정욱 : 어린 기옥 역
- 신부영 : 뚱보여자 역
- 이정학 : 30대남자 역
- 박지아 : 여자 1 역
- 김화성 : 여자 2 역
- 이정숙 : 여자 3 역
- 김은하 : 여자 4 역
- 이명주 : 여자 5 역
- 이민규 : 여자 6 역
- 김광섭 : 샤워장 남 역
- 서문경 : 샤워장 남 역
- 최리 : 샤워장 여 역
- 권미나 : 샤워장 여 역
- 김흥진 : 정사 남 역
- 오재연 : 정사 남 역
- 문경희 : 정사 여 역
- 이해진 : 정사 여 역
- 전옥미 : 창녀 1 역
- 김정민 : 창녀 2 역
- 이지영 : 창녀 3 역
- 송소민 : 창녀 4 역
- 안영훈
- 조미영
- 권재원
- 박용서
- 정이철
- 이제락 (우정출연)
- 이경영 (특별출연)
- 박상민 (특별출연)
- 이정현 (특별출연)